# Samlejestillinger
Samlejestillinger er forskellige positioner, som kan anvendes, når to eller flere mennesker har samleje. 
Der findes mange forskellige stillinger at have samleje i. Disse varierer ud fra hvordan de involverede placerer sig i forhold til hinanden og om de bruger støttemidler, som en madras, en væg eller et møbel.
Samlejestillingen har stor indflydelse på hvordan samlejet føles. Desuden kan forskellige stillinger have forskellige konnotationer som gør dem mere eller mindre acceptable i visse kulturer.
Den amerikanske sexolog professor Alfred Kinsey nævnte seks grundlæggende samlejestillinger mellem mænd og kvinder i sine banebrydende rapporter om amerikanernes seksuelle adfærd. I 1974 nævnte den britiske fysiolog Alex Comfort mere end 600 stillinger,  og samme år kategoriserede den amerikanske folklorist Gershon Legman 3,780 forskellige. Nogle anslår antallet af mulige stillinger, der kan anvendes til sex, til at være ubegrænset.

## Alfred Kinseys seks grundlæggende stillinger
Dr. Kinsey omtalte de følgende seks primære stillinger:
- manden øverst (missionærstilling, også kaldet dansk)
- kvinden øverst, evt. i ridestilling, hvor kvinden sidder overskrævs på manden[5]
- sidelæns
- bagfra (hundestilling, også kendt under den engelske betegnelse "doggystyle")
- siddende
- stående

## Andre almindelige stillinger
Andre almindelige stillinger anvendes ved oralsex, f.eks. i form af cunnilingus eller fellatio. Samtidig oralsex mellem to personer er kendt som 69.

## Udtryk anvendt i købesexbranchen
I købesexbranchen benyttes forskellige udtryk for de seksuelle tjenester, der tilbydes. Mange er traditionelt opkaldt efter et sprog. Danmarks Radio offentliggjorde i 2014 en parlør med bl.a. følgende udtryk:
- Amerikansk er samleje udenfor sengen
- Dansk er almindeligt samleje, typisk i missionærstilling
- Fransk er oralsex
- Græsk er analsex
- Norsk er tilfredsstillelse af kunden ved hjælp af armhulen
- Russisk er stimulering af penis mellem lårene
- Spansk er stimulering af penis mellem brysterne
- Svensk er sex med stimulation med hånden, evt. med brug af olie
- Tysk er hård og avanceret sex, der f.eks. kan indeholde slag eller afføring